# Lagerung (Bergbau)

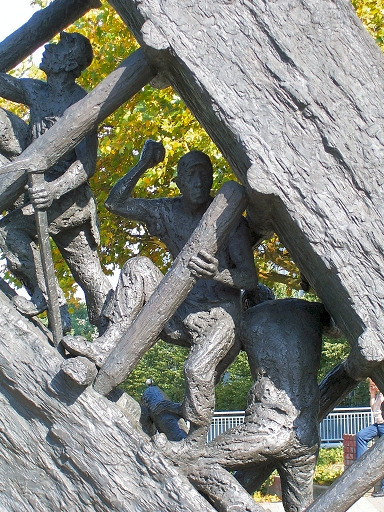
Beispiel der steilen Lagerung anhand einer Skulptur

Mit Lagerung bezeichnet man im Bergbau die Einteilung der jeweiligen Lagerstätten entsprechend ihrer Neigung gegenüber dem Einfallen. Die jeweilige Einteilung dieser Neigung ist genormt.

## Grundlagen
Jede Lagerstätte wurde im Laufe ihrer Entstehung durch äußere Einflüssen unterschiedlich geformt. Durch tektonische Vorgänge wie z. B. Faltungen oder Verwerfungen können bisher horizontale Ablagerungen in die vertikale Lage verschoben werden. Dadurch wechseln das Streichen und das Fallen des Öfteren innerhalb einer Lagerstätte. Diese Verformungen der Lagerstätte beeinflussen in erheblichem Umfang die Ausrichtung, die Vorrichtung und den Abbau der Lagerstätte. Allerdings sind diese geologischen Störungen nicht in jeder Lagerstätte gleich stark ausgeprägt. Die jeweilige Neigung der Lagerstätte hat einen Einfluss auf das anzuwendende Abbauverfahren und die jeweilige Abbaurichtung.

## Einteilung und Anwendung
Entsprechend der Normung wird die Lagerung in vier Lagerungsgruppen eingeteilt. Man unterscheidet im Ruhrbergbau zwischen flacher Lagerung, mäßig geneigter Lagerung, stark geneigter Lagerung und steiler Lagerung. Von flacher Lagerung spricht man, wenn die Neigung der Lagerstätte gegenüber der Horizontalebene zwischen Null und 20 Gon liegt. Bei einer Neigung zwischen 20 und 40 Gon wird die Lagerung als mäßig geneigt bezeichnet. Bei einer Neigung von 40 bis 60 Gon bezeichnet man diese Lagerung als stark geneigte Lagerung. Alle Neigungen von 60 Gon und darüber bezeichnet man als steile Lagerung. Die maximale Neigung kann dabei bis zu 100 Gon betragen. Es gibt sowohl Lagerstätten, in denen alle Arten der Lagerung vorkommen, als auch Lagerstätten, in denen nur die flache Lagerung vorherrscht. Lagerstätten, in denen die flache Lagerung vorherrscht, sind die Steinkohlenlagerstätten in den USA und in Großbritannien. Im Ruhrrevier kommen alle bekannten Lagerungen vor. Obwohl der Anteil an stark geneigter und steiler Lagerung fast ein Viertel des Lagerstättenvorrats ausmacht, ist der Anteil aus diesen Lagerstätten nur gering. Im Salzbergbau wird z. B. im Hannoverschen Revier auch in steiler Lagerung abgebaut. Als Abbauverfahren werden hier eine Variante des Kammerbaus, der Kammer-Trichterbau, und der Strossenbau angewandt. In anderen Revieren wie im Werra-Fulda-Revier wird auch in flacher Lagerung mittels Örterbau abgebaut.

## Schwierigkeiten durch die Lagerung
Die jeweilige Lagerung hat einen Einfluss auf die einzusetzenden Maschinen, Werkzeuge und Hilfsmittel. Bei vertikaler Lage einer flözartigen Lagerstätte ist eine Vollmechanisierung des Abbaus weitaus schwieriger als bei einer flachgelagerten Lagerstätte. Speziell für die Gewinnung in stark geneigter und in steiler Lagerung wurden Gewinnungsmaschinen wie das Rammgerät entwickelt. Solche Maschinen sind aber in flacher Lagerung nicht einsetzbar. Zusätzliche technische Anforderungen an die Förderanlagen und Gewinnungsmaschinen werden bei wechselndem Einfallen erforderlich. Außerdem kann es hierbei zu einer Beeinträchtigung des Laufverhaltens der Antriebe, zum Beispiel bei der Hobelkette kommen. Auch ein verstärkter Verschleiß und ein Verlust der Zugkraft sowie verstärkte Laufgeräusche sind möglich. Wird bei wechselnder Lagerung der Strebbau angewendet, wird der Strebausbau stark beansprucht.